# Stazione di Sondrio
Stazione di Sondrio vasútállomás Olaszországban, Lombardia régióban, Sondrio településen.

## Vasútvonalak
Az állomást az alábbi vasútvonalak érintik:
- Tirano–Lecco-vasútvonal

## Kapcsolódó állomások
A vasútállomáshoz az alábbi állomások vannak a legközelebb:
- Stazione di Castione Andevenno
- Stazione di Poggiridenti-Tresivio-Piateda